# جليل كارتر
جليل كارتر (بالإنجليزية: Jalil Carter)‏ هو لاعب كرة قدم كندية أمريكي، ولد في 18 يوليو 1989 في توليدو في الولايات المتحدة.

## وصلات خارجية
- جليل كارتر على موقع مرجع كرة القدم المحترفة.كوم (الإنجليزية)
- جليل كارتر على موقع JustSportsStats.com (الإنجليزية)